# Wrong Place
Wrong Place és una pel·lícula d'acció estatunidenca de 2022 dirigida per Mike Burns, a partir d'un guió de Bill Lawrence, i produïda per Randall Emmett i George Furla. És protagonitzada per Ashley Greene Khoury i Bruce Willis. S'ha doblat i subtitulat al català.
Es va estrenar a càrrec de Vertical Entertainment a una selecció limitada de cinemes i a la carta el 15 de juliol de 2022, seguida del seu llançament en DVD i Blu-ray el 20 de setembre de 2022.

## Premissa
La pel·lícula explica la història d'un cuiner de metamfetamina que persegueix un antic cap de policia d'un petit poble en un intent per evitar que l'home presenti càrrecs contra la seva família.

## Repartiment
- Bruce Willis com a Frank Richards[7]
- Ashley Greene Khoury com a Chloe Richards
- Michael Sirow com a Jake Brown
- Texas Battle com el capità East
- Stacey Danger com a Tammy
- Massi Furlan com a Virgil Brown[8]